# David Edward
Sir David Alexander Ogilvy Edward  KCMG (* 14. November 1934 in Perth, Schottland) ist ein britischer Jurist und ehemaliger Richter am Gericht der Europäischen Union und am Europäischen Gerichtshof.

## Leben und Wirken
Edward studierte Rechtswissenschaften am University College der University of Oxford und an der University of Edinburgh. 1962 wurde er zur schottischen Anwaltschaft zugelassen; ab 1974 war er Kronanwalt. Später fungierte er als Schatzmeister der britischen Anwaltskammer. Zudem war er Vorsitzender des Rates der Anwaltschaften der Europäischen Gemeinschaft. Von 1985 bis 1989 hatte er die Salvesen-Professur für europäische Institutionen an der University of Edinburgh inne und war Direktor des dortigen Europa-Instituts; währenddessen war er zusätzlich als Sonderberater des Sonderausschusses des House of Lords für die Europäischen Gemeinschaften tätig. Am 25. September 1989 wurde Edward zum Richter am Gericht der Europäischen Union ernannt. Am 10. März 1992 wechselte er als Richter an den Europäischen Gerichtshof, wo bis zum Erreichen der Altersgrenze tätig war und am 7. Januar 2004 aus dem Amt ausschied. Anschließend war noch bis 2009 als Richter am Court of Session, des höchsten schottischen Zivilgerichts, tätig. 2004 wurde er als Knight Commander in den Order of St Michael and St George aufgenommen, seit 2005 ist er Mitglied des Privy Council. Zudem erhielt er die Komtur erster Klasse des Orden San Raimundo de Penafort und wurde 2012 als Offizier in die Ehrenlegion aufgenommen. Gleichzeitig erhielt er als Ritter den Ordre des Arts et des Lettres. Darüber hinaus lehrt er noch immer als Professor emeritus an der University of Edinburgh.